# Copa d'Europa de futbol 1985-86
La Copa d'Europa de futbol 1985-86 fou l'edició número trenta-u en la història de la competició. Es disputà entre el setembre de 1985 i el maig de 1986, amb la participació inicial de 31 equips de 30 federacions diferents.
La competició fou guanyada per l'Steaua Bucarest a la final davant del FC Barcelona a la tanda de penals, després d'empatar a 0 gols. Fou el primer triomf d'un club de l'Europa de l'est i la gran figura fou el porter Helmuth Duckadam, qui aturà tots els penals que llança el Barça.
No hi van prendre part equips anglesos, a causa de la prohibició de la UEFA després del desastre de Heysel. El representant anglès hauria estat l'Everton.

## Primera ronda
| Equip 1            | Global | Equip 2         | Anada | Tornada |
| ------------------ | ------ | --------------- | ----- | ------- |
| Górnik Zabrze      | 2-6    | Bayern Múnic    | 1-2   | 1-4     |
| Berliner FC Dynamo | 1-4    | FK Austria Wien | 0-2   | 1-2     |
| Anderlecht         | Bye    | Everton         | -     | -       |
| Rabat Ajax         | 0-10   | AC Omonia       | 0-5   | 0-5     |
| Budapest Honvéd FC | 5-1    | Shamrock Rovers | 2-0   | 3-1     |
| Vejle BK           | 2-5    | Steaua Bucarest | 1-1   | 1-4     |
| Zenit Leningrad    | 4-0    | Vålerenga IF    | 2-0   | 2-0     |
| Kuusysi            | 4-2    | FK Sarajevo     | 2-1   | 2-1     |
| Linfield           | 3-4    | Servette        | 2-2   | 1-2     |
| ÍA                 | 2-7    | Aberdeen        | 1-3   | 1-4     |
| IFK Göteborg       | 5-3    | Trakia Plovdiv  | 3-2   | 2-1     |
| Bordeaux           | 2-3    | Fenerbahçe      | 2-3   | 0-0     |
| TJ Sparta Praha    | 2-2(a) | FC Barcelona    | 1-2   | 1-0     |
| Porto              | 2-0    | Ajax            | 2-0   | 0-0     |
| Hellas Verona      | 5-2    | PAOK            | 3-1   | 2-1     |
| Jeunesse Esch      | 1-9    | Juventus        | 0-5   | 1-4     |

## Segona ronda
| Equip 1         | Global | Equip 2         | Anada | Tornada  |
| --------------- | ------ | --------------- | ----- | -------- |
| Bayern Múnic    | 7-5    | FK Austria Wien | 4-2   | 3-3      |
| Anderlecht      | 4-1    | AC Omonia       | 1-0   | 3-1      |
| Budapest Honvéd | 2-4    | Steaua Bucarest | 1-0   | 1-4      |
| Zenit Leningrad | 3-4    | Kuusysi         | 2-1   | 1-3 (pr) |
| Servette        | 0-1    | Aberdeen        | 0-0   | 0-1      |
| IFK Göteborg    | 5-2    | Fenerbahçe      | 4-0   | 1-2      |
| FC Barcelona    | (c)3-3 | Porto           | 2-0   | 1-3      |
| Hellas Verona   | 0-2    | Juventus        | 0-0   | 0-2      |

## Quarts de final
| Equip 1         | Global | Equip 2      | Anada | Tornada |
| --------------- | ------ | ------------ | ----- | ------- |
| Bayern Múnic    | 2-3    | Anderlecht   | 2-1   | 0-2     |
| Steaua Bucarest | 1-0    | Kuusysi      | 0-0   | 1-0     |
| Aberdeen        | 2-2(c) | IFK Göteborg | 2-2   | 0-0     |
| FC Barcelona    | 2-1    | Juventus     | 1-0   | 1-1     |

## Semifinals
| Equip 1      | Global  | Equip 2         | Anada | Tornada  |
| ------------ | ------- | --------------- | ----- | -------- |
| Anderlecht   | 1-3     | Steaua Bucarest | 1-0   | 0-3      |
| IFK Göteborg | 3-3 (p) | FC Barcelona    | 3-0   | 0-3 (pr) |

## Final
| Steaua Bucarest                    | 0 – 0 | FC Barcelona                         |
| ---------------------------------- | ----- | ------------------------------------ |
|                                    |       |                                      |
| Tanda de penals                    |       |                                      |
| Majaru · Bölöni · Lăcătuş · Balint | 2 – 0 | Alexanko · Pedraza · Alonso · Marcos |

| Guanyador de la Copa d'Europa 1985-86 |
| ------------------------------------- |
| Steaua Bucarest Primer títol          |